# カゼロ
Kazero (カゼロ) は、エリック・カセロ(Éric Casero)とヴェロニク・セゴー(Véronique Segaud)からなるフランスの音楽グループ。1986年にリリースした曲「Thaï nana (タイナナ)」が、2021年にYouTubeに投稿された動画によって日本で話題になった。

## 来歴
フランス・トゥールーズで結成された。1986年に「Thaï nana」を発表し、フランス国内で一躍有名となる。「Thaï nana」は、フランスのラジオ各局で流され、人気のヒット曲となる。これをきっかけにコンサートやテレビ出演に引っ張りだことなった。しかし、セカンドシングルの「Woopy machine」は商業的に失敗し、その後もヒットには恵まれなかった。その後、カゼロは解散し、エリックとヴェロニクはそれぞれソロ活動をすることになった。ヴェロニクは、その後「ヴェロ・セゴ」の名義でロックギタリストとして活躍している。

## メンバー
- エリック・カセロ (Éric Casero) 一時期「ジャン・デュポン」の名義で活動している。
- ヴェロニク・セゴー (Véronique Segaud)

## 日本での知名度
日本での知名度は低かったが、2012年1月13日、「ヘンだけどクセになる曲」として「Thaï nana」の動画が投稿され、話題となった。この動画は2024年6月現在で639万回以上再生され、15,000以上のコメントがついている。これに派生した再現動画やアレンジ動画なども多数投稿された。楽曲の発表から35年を経た2021年10月4日、カゼロの2人が当時の服装をして、日本のネットユーザーに向けて感謝を伝える動画を作成・投稿した。